# Генрих фон Тунна
Генрих фон Тунна (нем. Heinrich von Tunna, умер 2 июня 1209 года в Акре) — 3-й великий магистр Тевтонского ордена в 1208—1209 годах. Был известен также как Генрих Барт (нем. Heinrich Bart). Барт в переводе означает «борода». Слишком короткое время правления не позволяет сделать каких-то серьёзных исследований. Однако известно, что он продолжал политику своего предшественника, Отто фон Керпена, по укреплению независимости ордена.